# 程冠珊
程冠珊（1909年3月4日—？），中華民國（台灣）政治人物，湖北漢川人，中央陸軍軍官學校高等教育班第三期畢業.曾任中國國民黨籍臺灣省議員、臺灣省臨時議員。